# 강진혁
강진혁(1985년 1월 1일 ~ )은 조선민주주의인민공화국의 축구 선수이다. 포지션은 공격수이며 현재 리명수체육단 소속이다.